# Dori Caymmi
Dorival Tostes Caymmi, mais conhecido como Dori Caymmi, (Rio de Janeiro, 26 de agosto de 1943) é um músico, cantor, produtor musical, arranjador e compositor brasileiro, filho dos também músicos Dorival Caymmi e Stella Maris. Irmão da cantora Nana Caymmi e do flautista, cantor e compositor Danilo Caymmi. O músico residiu por mais de 20 anos em Los Angeles, nos Estados Unidos, para onde mudou-se no final dos anos 1980 mas retornou para o Brasil há alguns anos. Atualmente vive na região serrana de Petrópolis com sua esposa Helena, onde continua compondo e produzindo.

## Anos de formação
Além do pai famoso, a principal influência de Dori foi o movimento da Bossa Nova. Iniciou seus estudos de piano aos oito anos de idade, sob a tutela de Lúcia Branco e Nise Poggi Obino. Estudou teoria musical no Conservatório Lorenzo Fernandez e, em 1959, fez sua estreia profissional acompanhando ao violão a irmã Nana. Em 1960, tornou-se membro integrante do Grupo dos Sete (famoso grupo cênico capitaneado por Fernando Torres, em que compunha e executava música incidental para peças teatrais e teleteatros. Co-dirigiu e tocou violão na peça Opinião (1964) e Arena Conta Zumbi (1966), trabalhos de transição estilística entre a Bossa Nova e a moderna MPB. Foi produtor de discos de Edu Lobo, Eumir Deodato e Nara Leão, dentre outros, nessa fase.

## Festivais e LPs

Dori Caymmi, 1972. Arquivo Nacional.

A estreia fonográfica como compositor deu-se no disco "Luiz Eça e Cordas" (1964), do pianista Luizinho Eça, que naquele álbum gravou "Amando" e "Velho Pescador, compostas por Dori.
Sua canção "Saveiros", composta em parceria com Nelson Motta para o I FIC (Festival Internacional da Canção) em 1966 (TV Rio-Rede Globo), foi defendida por Nana Caymmi e sagrou-se a vencedora na disputa contra "O Cavaleiro", de Tuca e Geraldo Vandré. A parceria com Nelson Motta mostrou-se fecunda em outros sucessos, como "O Cantador" e "Minha Doce Namorada".
Seu primeiro disco, "Dory Caymmi" (1972), teve produção do maestro Lindolfo Gaya, arranjos do próprio Dori e músicos participantes do porte de Wagner Tiso, Tavito e Robertinho Silva, oriundos da efervescente banda Som Imaginário.
Dori passou a tocar e fazer turnês com o saxofonista americano Paul Winter no início dos anos 70. Também arranjou e produziu álbuns de Caetano Veloso, Gal Costa e Gilberto Gil. Apesar de seu envolvimento com o então nascente movimento da Tropicália, ele próprio não compôs nem gravou nada nesse estilo devido a seu distanciamento pessoal da música pop americana, europeia e latina. Gravou com inúmeros artistas de fama internacional, como Dionne Warwick, Toots Thielemans, Oscar Castro-Neves e Eliane Elias, para citar apenas alguns.
Escreveu, arranjou e colaborou em numerosas trilhas sonoras para cinema e TV nos anos 70 e 80, com destaque para os filmes “Casa Assassinada” (1971), de Paulo César Saraceni, “Tati, a
Garota” (1973), de Bruno Barreto e “O Duelo” (1974), de Paulo Thiago. Foi também diretor artístico da Rede Globo de Televisão, participando de novelas como “Gabriela”, em 1975, (com sua música “Alegre Menina” incluída na trilha, interpretada
pelo então desconhecido Djavan) e “O Casarão” de 1976.
Seu trabalho mais importante, entretanto, foi a direção musical do seriado “Sítio do Pica-Pau Amarelo”, para o qual contribuiu com diversos arranjos e composições. Ele sempre foi ligado à literatura brasileira (seu pai foi amigo e parceiro de Jorge Amado), o que influenciou na escolha por esses trabalhos.

## Fase atual
Em 1989, após realizar uma série de projetos e arranjos com Sergio Mendes, Dori passa a morar em Los Angeles, nos Estados Unidos.
A empresa de Quincy Jones, a Quest Records, produziu alguns dos CDs do artista.
Dori Caymmi teve dois de seus CDs nomeados para o Grammy: Influências e Contemporâneos, além de ter conquistado dois Grammies latinos, de melhor CD de samba Para Caymmi 90 Anos e de melhor canção brasileira "Saudade de Amar", em parceria com Paulo César Pinheiro.
Lançou em 2018, álbum com os amigos Edu Lobo e Marcos Valle comemorando 50 anos da amizade entre os três.
Dori participou de diversos projetos nos últimos anos, além dos discos em homenagem ao pai Dorival Caymmi, ele participou de gravações com nomes como Olivia Hime, Joyce Moreno, Sérgio Ricardo, Wanda Sá, entre outros. Dori também escreveu arranjos nos mais recentes discos de Carlos Lyra e Nana Caymmi, ambos lançados em 2019.
Dori Caymmi é torcedor do Fluminense Football Club.

## Discografia
- 1972 Dory Caymmi - Odeon
- 1980 Dori Caymmi - EMI/Odeon
- 1982 Dori Caymmi - EMI/Odeon
- 1988 Dory Caymmi - Elektra
- 1990 Brazilian Serenata - WEA
- 1992 Kicking Cans - Quest Records/Warner Music
- 1994 If Ever - Warner Music
- 1996 Tome conta de meu filho, que eu também já fui do mar... - EMI Music
- 1998 Cinema:A Romantic Vision - Atração Fonográfica
- 2001 Influências - nomeação ao Grammy - Universal Music
- 2002 Contemporâneos - nomeação ao Grammy - Horipro Inc./Universal Music
- 2010 Mundo de Dentro - Horipro Inc./Universal Music
- 2011 Poesia Musicada - Acari Records
- 2014 Setenta Anos
- 2015 Foru 4 Tiradente na Conjuração Baiana
- 2016 Voz de Mágoa
- 2018 Edu Dori e Marcos com Marcos Valle e Edu Lobo (Biscoito Fino)

### Discografia complementar
- 1964 Caymmi Visita Tom - Elenco
- 1977 Sítio do Picapau Amarelo - Som Livre
- 2004 Para Caymmi 90 Anos - vencedor de melhor álbum de samba do Grammy Latino - Warner Music
- 2005 Falando de Amor – Famílias Caymmi e Jobim Cantam Antônio Carlos Jobim - Sony Music
- 2006 Rio-Bahia - com a cantora Joyce - Biscoito Fino
- 2013 Caymmi - com os irmãos Nana Caymmi e Danilo Caymmi (indicado ao Grammy Latino de Melhor Álbum de Música Popular Brasileira de 2014.[1]) - Som Livre